# تي إن تي سبورتس 4
بي تي سبورت إي إس بي إن هي قناة رياضية تلفزيونية مدفوعة بريطانية تقدمها BT Consumer؛ قسم من مجموعة بي تي بموجب ترخيص من شركة البث الرياضية الأمريكية إي إس بي إن. تم تشغيل القناة بواسطة إي إس بي إن من 3 أغسطس 2009 إلى 31 يوليو 2013، عندما تم بيعها إلى بي تي وأصبحت جزءً من حزمة بي تي سبورت. تركز القناة على تغطية الرياضات الأمريكية، ولا سيما دوري كرة القاعدة الرئيسي ورياضات الجامعات الأمريكية، ولكن بي تي تستخدمها أيضًا لبث الرياضة الأوروبية عندما تكون بي تي سبورت 1 و2 و3 متفاعلة.